# El prisionero trece
El prisionero trece es una película mexicana de drama revolucionario de 1933, dirigida por  Fernando de Fuentes. Esta es una de las películas de una trilogía sobre la revolución mexicana formada por El compadre Mendoza (1933) y Vámonos con Pancho Villa (1935).

## Sinopsis
El coronel Carrasco, hombre borracho y mujeriego, un oficial del ejército porfiriano y huertista. El coronel maltrata a su mujer Marta, quien decide abandonarlo y llevarse consigo a Juan, hijo pequeño de ambos. Pasado algún tiempo estalla la Revolución y Juan es ya todo un hombre. Por azares del destino, el coronel, sin saberlo, ordena el fusilamiento de su propio hijo, a quien confunde con un agitador.

## Producción
Filmada en los estudios de la Nacional Productora desde el 3 de marzo de 1933 y estrenada el 31 de mayo de 1933 en el Cine Palacio.

## Publicidad
Un día antes de su última exhibición, se publica una nota el 27 de mayo de 1933 en el periódico El Universal. La nota explica que para ganar una entrada a la última función y un billete de la Lotería Nacional, el público debe de encontrar a 12 personas identificados por una tarjeta en su saco como los compañeros del prisionero en la Avenida Madero. El premio mayor (cincuenta pesos y un billete de lotería), solo podría obtenerse al que encontrara al prisionero número trece.
Una nota el 31 de mayo de 1933 da a conocer que solo fue encontrado uno de los compañeros del prisionero. Ante tal resultado, decidieron repetir la actividad con más pistas y especificaciones, para no causar disgustos a otras personas fuera de la actividad.

## Recepción crítica
La película se estrenó el 31 de mayo de 1933 en el Cine Palacio y duró una semana en exhibición.
Ante la crítica hacia las autoridades militares de la época, la película causó un gran revuelo pues fue considerada como "denigrante para el ejército", así que forzaron un final tranquilizador a lo que De Fuentes concibió como una tragedia esquiliana. Es posible que también contara en esa concepción, y en la otra cinta suya del mismo año, referida a la Revolución, El compadre Mendoza. El sorpresivo final impuesto de El prisionero trece, también tenía un precedente norteamericano (The avenging conscience 1914, D. W. Griffith. El prisionero trece hizo sensible el clima trágico de que debió de respirarse durante la revolución, y eso conmovió al público de su época, que tenía muy fresco el recuerdo del hecho histórico.